# 한국센서학회
한국센서학회는 사회일반의 이익에 공여하기 위하여 공익법인의 설립운영에 관한 법률의 규정에 따라 센서에 관한 학술과 기술의 향상과 산업진흥에 공헌하며 회원 상호간의 친목을 도모함을 목적으로 1994년 10월 26일 설립허가된 대한민국 미래창조과학부 소관의 사단법인이다. 사무실은 서울특별시 용산구 한강로1가 50-1 용산파크자이 D동 1207호에 있다.